# Ebhausen
Ebhausen – miejscowość i gmina w Niemczech, w kraju związkowym Badenia-Wirtembergia, w rejencji Karlsruhe, w regionie Nordschwarzwald, w powiecie Calw, wchodzi w skład wspólnoty administracyjnej Nagold. Leży w północnym Schwarzwaldzie, nad rzeką Nagold, ok. 15 km na południe od Calw, przy drodze krajowej B28.

## Dzielnice
- Ebershardt
- Ebhausen
- Rotfelden
- Wenden